# Loada
Loada est localité située dans le département de Dablo de la province du Sanmatenga dans la région Centre-Nord au Burkina Faso. 

## Géographie
Localité constituée de plusieurs centres d'habitation dispersés, Loada est situé à 12 km à l'ouest de Dablo, le chef-lieu du département, et à environ 40 km au nord de Barsalogho.

## Histoire
Depuis 2015, le nord de la province est soumis à des attaques djihadistes terroristes récurrentes entrainant des conflits entre les communautés Peulh et Mossi et des déplacements internes massifs de populations vers les camps du sud de la province à Barsalogho et Kaya. Dans ce contexte le 24 septembre 2019, une embuscade terroriste sur le territoire du village entraine la mort d'un officier des forces armées burkinabè et des assaillants.

## Éducation et santé
Le centre de soins le plus proche de Loada est le centre de santé et de promotion sociale (CSPS) de Dablo tandis que le centre médical avec antenne chirurgicale (CMA) de la province se trouve à Barsalogho et que le centre hospitalier régional (CHR) est à Kaya. 
Loada possède une école primaire publique de trois classes.